# Вилькен, Виктор Викторович
Виктор Викторович Вилькен (05.05.1883, Ревель — 24.10.1956, Фрицлар) — русский морской офицер, участник Русско-японской войны, Цусимского сражения, участник Первой мировой войны, Гражданской войны, Георгиевский кавалер, капитан 1 ранга.

## Биография
Евангелическо-лютеранского вероисповедания. Отец -  Виктор Егорович (Пауль Виктор) Вилькен фон Беверсхоф (1840—1906), вице-адмирал (1900). В 1863-64 мичман корвета «Витязь», директор маяков и лоций Балтийского моря, младший флагман Балтийского флота. Мать Сигрид Алексеевна, урожденная баронесса Седеркрейц-Энгеншерна.
В 1904 году — Окончил Морской кадетский корпус.
1905 — Участвовал в Цусимском походе и сражении. Вахтенный офицер миноносца «Грозный».
1907 — окончил офицерский класс Подводного плавания. 1909—1910 — Командир подводной лодки «Макрель». 1910—1913 годах — Командир подводной лодки «Налим».
1914 — Старший флаг-офицер штаба начальника Бригады подводных лодок Балтийского моря. 1915 — Старший флаг-офицер штаба начальника Бригады подводных лодок Чёрного моря. 1915 — Командир подводной лодки «Судак». 1915 — И. д. начальника 3-го дивизиона подводных лодок Чёрного моря.
В 1915 году награждён орденом Святого Георгия 4-й степени «За отличный подвиг неустрашимости и присутствия духа, проявленных им 23-го Августа 1915 года у Анатолийского берега во время боя эскадренных миноносцев „Быстрый“ и „Пронзительный“
с крейсером „Гамидие“ и двумя миноносцами типа „Милеет“, конвоировавшими 4 транспорта с углем, когда он неожиданно в разгаре боя появлением бывшей под его командованием подводной лодки „Нерпа“ вблизи неприятеля, произвел у него значительное расстройство, отвлек на себя неприятельский огонь, своими искусными действиями сбил маневрирование неприятеля, заставил его бросить конвоируемые им транспорты и затем отрезав последним путь, заставил выброситься на берег».
Участвовал в Гражданской войне на стороне белых. Июнь 1920 — Начальник распорядительной части штаба командующего Черноморским флотом Командир минного заградителя «Буг».
22 октября 1920 — Начальник 3-го отряда кораблей Черноморского флота. 22 ноября 1920 — Командир ледокола «Гайдамак» в составе Русской эскадры.
Жил в эмиграции во Франции и Германии, умер в Фрицларе.

## Семья
- брат - Аксель Викторович Вилькен (р. 22.07.1880)
- брат - Павел Викторович Вилькен , капитан 1-го ранга
- брат - Оскар Викторович Вилькен (24.01.1893 – 12.08.1933, Копенгаген) Лейтенант (30.07.1916). Штурманский офицер 2-го разряда